# إريك سيتايوان
إريك سيتايوان (بالإندونيسية: Erik Setiawan)‏ هو لاعب كرة قدم إندونيسي في مركز الدفاع، ولد في 23 نوفمبر 1983 في باندونغ في إندونيسيا. شارك مع منتخب إندونيسيا تحت 19 سنة لكرة القدم ومنتخب إندونيسيا تحت 21 سنة لكرة القدم ومنتخب إندونيسيا تحت 23 سنة لكرة القدم ومنتخب إندونيسيا لكرة القدم. أما مع النوادي، فقد لعب مع بالي يونايتد وبرسيب باندونغ وبرسيجا جاكارتا ونادي آريما كرونوس.

## وصلات خارجية
- إريك سيتايوان على موقع قاعدة بيانات كرة القدم.إي يو (الإنجليزية)
- إريك سيتايوان على موقع ناشيونال فوتبول تيمز (الإنجليزية)
- إريك سيتايوان على موقع Soccerway.com (الإنجليزية)